# 3243 Skytel
A 3243 Skytel (ideiglenes jelöléssel 1980 DC) a Naprendszer kisbolygóövében található aszteroida. Harvard Obszervatórium fedezte fel 1980. február 19-én.